# Westelijk Handelsterrein
Het Westelijk Handelsterrein is een monumentaal pakhuizencomplex uit 1894 in het Scheepvaartkwartier in Rotterdam.
In het complex beslaat 7000 m² en bestaat uit twee lagen met een glazen overkapping. In het complex zijn restaurants, bars, galeries en kantoren gevestigd.
In 2008 werd de 51ste editie van de World Press Photo in het complex tentoongesteld.

## Historie
Het Westelijk Handelsterrein is in 1894 gebouwd door naar ontwerp van de architect Theo Kanters (1842-1897), op initiatief van een aantal bij de handel betrokken Rotterdammers. In de pakhuizen werden allerlei goederen opgeslagen uit de Veerhaven. Aanvankelijk ging transport nog met paard en wagen, waarbij de paarden in de benedenstraat gestald werden. Later werd de entree aangepast op het vrachtverkeer.
Tijdens de Tweede Wereldoorlog was het een distributiecentrum voor de Duitsers en bleef daardoor gespaard tijdens bombardementen.
In 2001 is het complex gerenoveerd naar ontwerp van Klunder Architecten. Hierbij is het eigenlijke karakter van het complex hersteld en geschikt gemaakt voor de nieuwe functie.